# Legió XXI Rapax
La Legió XXI Rapax (vint-i-unena legió 'depredadora') va ser una legió romana creada per August l'any 31 aC, segurament integrant soldats d'altres legions més antigues i incorporant-hi nous soldats itàlics.

## Història
És possible que lluités a la Hispania Tarraconensis participant a les guerres càntabres entre els anys 25 aC i 19 aC. L'any 15 aC era a Rètia, participant a les campanyes de Tiberi a Germània i tenia el campament a Augusta Vindelicorum (actual Augsburg).
Després del desastre militar de la batalla del bosc de Teutoburg, on van ser aniquilades les legions XVII, XVIII i XIX quan Armini cap dels queruscs va parar una emboscada als romans, es va enviar a la XXI Rapax al districte militar de Germània Inferior. Durant el temps que hi va ser, compartia el campament de Castra Vetera (Xanten) amb la Legió V Alaudae. Les dues legions van participar en les campanyes de Germànic Cèsar a l'inici del regnat de Tiberi.
L'any 21, una vexillatio formada per cohorts de la XXI Rapax i la XX Valeria Victrix va ser enviada a la Gàl·lia per lluitar contra una rebel·lió dels túrons, que es queixaven dels excessius impostos, dirigits pel seu cap Juli Sacrovir. L'any 45 va ser traslladada al campament de Vindonissa (Windisch, Suïssa), a la Germània Superior, per defensar els passos dels Alps en cas d'invasió dels germànics.
L'any dels quatre emperadors (69), la XXI Rapax es va posar al costat de Vitel·li, governador de Germània, va formar part de l'exèrcit que es va organitzar per marxar a Itàlia contra Otó. La XXI Rapax va ser l'element militar més important sota les ordres del general de Vitel·li Aulus Cecina Aliè, que la va fer passar pels país dels helvecis, que va saquejar, va travessar els Alps pel Coll del Gran Sant Bernat, i va participar en la primera batalla de Bedríacum on Otó va sortir derrotat i va anar cap a Roma.
Vitel·li va acabar derrotat per Vespasià. El nou emperador va enviar a la XXI Rapax a Germània, que havia estat envaïda pels bataus, i va posar-se a les ordres de Quint Petil·li Cerial. La revolta dels bataus va ser sufocada l'any 70. La legió va instal·lar el quarter a Mogoncíacum (actual Magúncia), juntament amb la Legió XIV Gemina.

### Destrucció
L'any 89 el governador de la Germània Superior Luci Antoni Saturní es va aixecar contra Domicià i les dues legions de Mogoncíacum li van donar suport. Les legions de la Germània Inferior van actuar ràpidament contra Saturní, i el van derrotar amb facilitat. La XXI Rapax va ser enviada a Pannònia, a defensar les fronteres dels atacs dels sueus i dels iazigs. Una invasió dels sàrmates l'any 92 va aniquilar completament la legió.